# Rötelnembryofetopathie

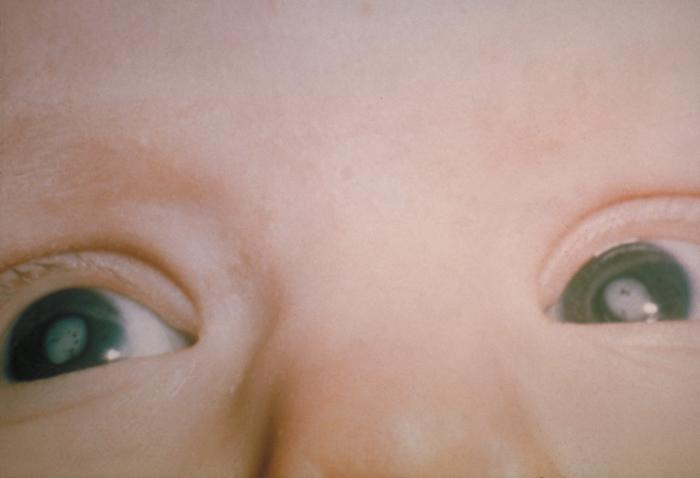
Katarakt des Neugeborenen nach Rötelninfektion

Bei der Rötelnembryofetopathie, Rötelnembryopathie oder Embryopathia rubeolosa handelt es sich um eine vorgeburtliche Schädigung eines Kindes im Mutterleib infolge einer Infektion der Schwangeren mit dem Rötelnvirus. Das Rötelnvirus gelangt über die Plazenta in das ungeborene Kind und führt während der Embryonalentwicklung oder Fetalentwicklung zur Schädigung von Innenohr, Herz, Auge und anderen Organen. Behinderung, Frühgeburt oder Fehlgeburt sind die Folge. Eine Impfung vor der Schwangerschaft schützt vor Rötelnembryofetopathie.

## Erstbeschreibung
Der australische Augenarzt Norman McAlister Gregg (1892–1966) beschrieb 1941 erstmals ein mit einem Linsenstar verbundenes Fehlbildungssyndrom bei Neugeborenen, das, wie er erkannte, auf eine Rötelninfektion der Mutter während der ersten Monate der Schwangerschaft zurückzuführen war. Das nach ihm benannte Gregg-Syndrom wird auch Embryopathia rubeolosa genannt. Den gesamten Zusammenhang deckte dann 1959 Julia Bell auf.

## Ursache und Infektionsweg
Besitzt die Schwangere keine Immunität (z. B. Impfschutz) gegen Röteln, kann es während der Schwangerschaft zur Rötelninfektion kommen. Bei einer vorgeburtlichen Rötelninfektion wird der Erreger während der mütterlichen Erkrankungen über die Plazenta (Mutterkuchen) auf den Embryo bzw. Fetus übertragen. In den ersten acht Wochen der Schwangerschaft führt eine Rötelninfektion in 90 % der Fälle zur Schädigung des Embryos. Mit fortschreitender Schwangerschaft sinkt das Risiko im mittleren Drittel der Schwangerschaft auf 25–30 %.

## Symptome
Mögliche Folgen einer Infektion des ungeborenen Kindes sind Spontanabort, Frühgeburt oder die klassische Kombination aus Fehlbildungen in Form von Herzfehlern (offener Ductus Botalli, Septumdefekte und Fallot-Tetralogie), Trübung der Linse der Augen (angeborene Katarakt) und Innenohrschwerhörigkeit. Dieses Vollbild, das auch Gregg-Syndrom genannt wird, entsteht bei Rötelninfektionen in der vierten Schwangerschaftswoche, wohingegen bei einer Infektion nach der 20. Schwangerschaftswoche nur noch selten Schädigungen des Kindes berichtet werden. Weitere in Frage kommende Erscheinungen sind niedriges Geburtsgewicht, Blutungsneigung aufgrund verminderter Blutplättchenzahlen (Thrombozytopenische Purpura), Enzephalomeningitis, Leberentzündung, Vergrößerung von Leber und Milz, Herzmuskelentzündung (Myokarditis) oder verminderter Kopfumfang (Mikrozephalie). Daher gehört die Untersuchung auf Röteln zur Mutterschaftsvorsorge.

## Verbreitung
In Deutschland betrug 1998 die Anzahl seronegativer Frauen im Alter von 18 – 30 Jahren 0,8 – 3 %, so dass bei durchschnittlich 700.000 Geburten pro Jahr bis zu 20.000 Neugeborene durch eine pränatale Rötelninfektion gefährdet sind. Dagegen wurden in den Jahren 1999 und 2000 nur vier bzw. fünf Fälle von connataler Rötelninfektion gemeldet, in den Jahren 2010 und 2011 gar keine mehr. Allerdings geht das Robert Koch-Institut von einer erheblichen Untererfassung aus.

## Diagnostik
Da sich eine ungeschützte Schwangere bei einer Person mit Röteln vier bis sieben Tage vor Auftreten des Hautausschlages anstecken kann, kommt es auch heute noch zu Erstinfektionen mit Röteln während der Schwangerschaft. Bei fraglicher oder gesicherter Rötelninfektion einer Schwangeren ist eine vorgeburtliche Diagnostik durch Chorionzottenbiopsie, eine Fruchtwasseruntersuchung oder ab der 22. Schwangerschaftswoche eine Nabelblutuntersuchung möglich.
Nach der Geburt sind bei allen Neugeborenen mit Rötelnembryopathie selbst gebildete IgM-Antikörper und auch größtenteils von der Mutter stammende IgG-Antikörper vorhanden. IgM-Antikörper können nicht über die Plazenta von der Mutter auf das Kind übertragen werden, sie sind deshalb immer Ausdruck einer konnatalen Infektion (Nachkommen werden bereits infiziert geboren und haben selbst Antikörper gebildet). Im Blut der Neugeborenen sind Viren vorhanden, die Kinder sind somit ansteckend.

## Differentialdiagnostik
Abzugrenzen ist die Retinale Dysplasie und die Peters-Anomalie.

## Vorbeugung
Unabhängig vom Kinderwunsch empfiehlt die Ständige Impfkommission eine Impfung für alle ungeimpften Frauen im gebärfähigen Alter sowie solche mit unklarem Impfstatus, für diejenigen mit nur einmaliger Impfung sowie für alle Personen ohne Impfung oder mit unklarem Impfstatus, die in der Kinderheilkunde, der Geburtshilfe und der Schwangerenbetreuung oder in Gemeinschaftseinrichtungen beschäftigt sind. Häufig ist die Schwangerschaft jedoch nicht geplant. Im Rahmen der Mutterschaftsvorsorge werden Röteln-Antikörper bei allen Schwangeren bestimmt. Als grenzwertig werden Titer von 1:8 und 1:16 angesehen, bei 1:32 oder höher nimmt man einen ausreichenden Schutz an. Durch moderne Analysemethoden wird die Titerangabe mittlerweile ersetzt, z. B. durch ein quantitatives ELISA-Ergebnis oder ein Hämolyse-im-Gel-Test (HiG), der bei Positivität eine ausreichende Immunität anzeigt. Sind keine Antikörper nachweisbar (= seronegativ), sollte die werdende Mutter keinen Kontakt zu rötelninfizierten Personen haben. Ist eine Schwangere, bei der keine ausreichende Rötelnimmunität nachgewiesen ist oder die ungeimpft ist, mit Röteln in Kontakt gekommen, soll unverzüglich eine Antikörperbestimmung bei ihr wie auch bei der möglichen Ansteckungsquelle durchgeführt werden. Bei nachgewiesener Infektion der werdenden Mutter besteht ein Risiko von bis zu 85 % für einen Abort, eine Totgeburt oder eine Fehlbildung.

## Behandlung
Da die zugrundeliegende Ursache eine Virusinfektion ist und die Schädigungen schon im Mutterleib entstehen, ist eine kausale Therapie nicht möglich. Es können lediglich die bestehenden Krankheitserscheinungen im Sinne einer symptomatischen Therapie gelindert werden. Bestehende Hörschäden sollten durch einen Pädaudiologen betreut und gegebenenfalls mit Hörgeräten versorgt werden. Eine Linsentrübung kann operativ durch einen Linsenersatz behandelt werden. Ebenso müssen Herzfehler gegebenenfalls operativ korrigiert werden. Von entscheidender Bedeutung ist die umfassende entwicklungsneurologische Nachsorge und Förderung, in Deutschland beispielsweise in einem sozialpädiatrischen Zentrum.

## Meldepflicht
Röteln einschließlich Rötelnembryopathie sind in Deutschland meldepflichtige Krankheit nach § 6 Absatz 1 des Infektionsschutzgesetzes (IfSG). Es besteht eine namentliche Meldepflicht bei Verdacht, Erkrankung und Tod. Auch deren Erreger Rubellavirus ist nach § 7 ein namentlich meldepflichtiger Erreger. Meldepflichtig ist danach ein direkter oder indirekter Nachweis, der auf eine akute Infektion hinweist.
In Österreich sind Röteln eine anzeigepflichtige Krankheit gemäß § 1 Abs. 1 Nummer 2 Epidemiegesetz 1950. Meldepflichtig sind Erkrankungs- und Todesfälle.
In der Schweiz sind Röteln ebenfalls eine meldepflichtige Krankheit und zwar nach dem Epidemiengesetz (EpG) in Verbindung mit der Epidemienverordnung und (Anhang 1) der Verordnung des EDI über die Meldung von Beobachtungen übertragbarer Krankheiten des Menschen. Die Meldepflicht löst ein positiver laboranalytischer Befund aus.

### Bücher
- Reinhard Marre, Thomas Martens, Matthias Trautmann, Ernst Vaneck: Klinische Infektologie. 1. Auflage. München; Jena: Urban & Fischer Verlag 2000
- Willibald Pschyrembel, Joachim W. Dudenhausen: Praktische Geburtshilfe: mit geburtshilflichen Operationen. 17. Auflage. Berlin; New York: de Gruyter, 1991
- Fritz H. Kayser, Kurt A. Bienz, Johannes Eckert, Rolf M. Zinkernagel: Medizinische Mikrobiologie: verstehen, lernen, nachschlagen. 9. Auflage Stuttgart; New York: Thieme, 1997
- Wolfgang Miram, Karl-Heinz Scharf: Biologie heute SII. 10. Auflage. Hannover. Schroedel Schulbuchverlag GmbH. 1997
- Gert-Horst Schumacher: Embryonale Entwicklung des Menschen. 4. Auflage. Berlin: VEB Verlag Volk und Gesundheit, 1979
- Hans W. Ocklitz, Hanspeter Mochmann, Burkhard Schneeweiß: Infektologie. 2. Auflage. Berlin: VEB Verlag Volk und Gesundheit, 1977
- Berthold Koletzko, Gustav-Adolf von Harnack: Kinderheilkunde. 11. Auflage. Berlin; Heidelberg: Springer-Verlag, 2000

### Zeitschriftenartikel
- J. D. Schipke, D. Frehen: Gregg-Phänomen und Gartenschlauch-Effekt. In: Zeitschrift für Kardiologie (2001), 90: 319–326
- B. Pustowoit: Röteln in der Schwangerschaft und im Kindesalter. MMW-Fortschr. Med. (1999), 141: 722–724